# Leichtathletik-Europameisterschaften 2022/Kugelstoßen der Männer

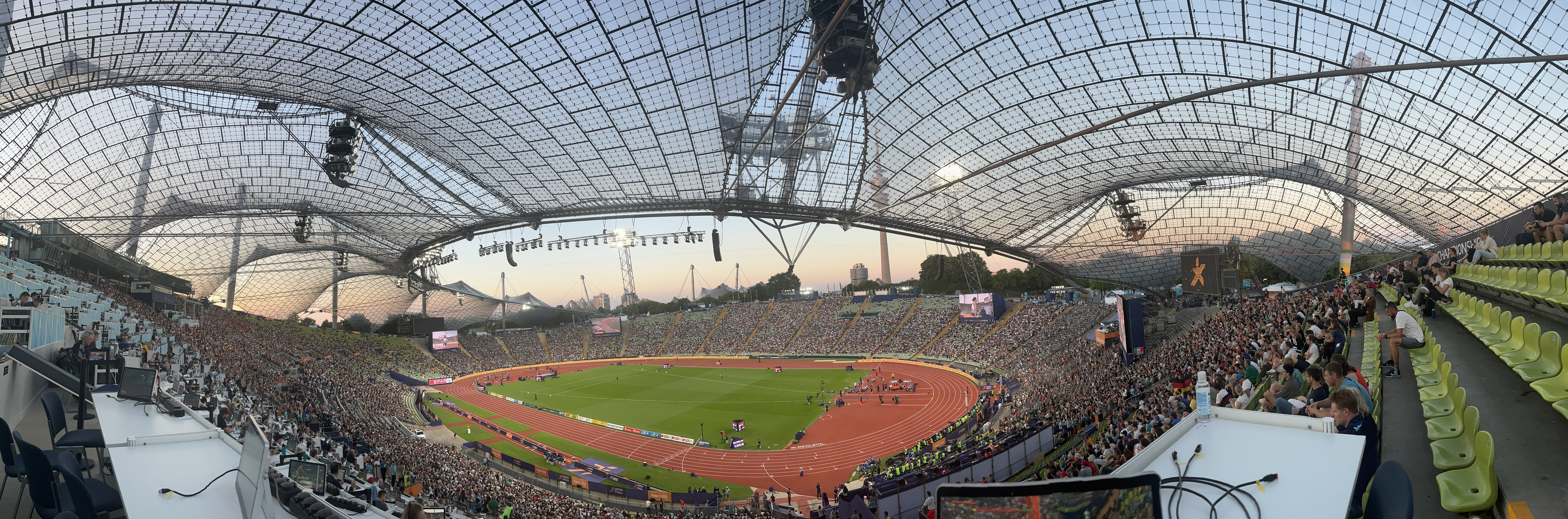
Das Olympiastadion in München während der Europameisterschaften 2022

Das Kugelstoßen der Männer bei den Leichtathletik-Europameisterschaften 2022 wurde am 15. August 2022 im Olympiastadion der deutschen Stadt München ausgetragen.
Europameister wurde der Kroate Filip Mihaljević. Er gewann vor dem Serben Armin Sinančević. Bronze ging an den Tschechen Tomáš Staněk.

## Bestehende Rekorde
| Weltrekord                 | 23,37 m | Ryan Crouser   | Eugene, USA                  | 18. Jun 2021    |
| Europarekord               | 23,06 m | Ulf Timmermann | Chania – Kreta, Griechenland | 22. Mai 1988    |
| Europameisterschaftsrekord | 22,22 m | Werner Günthör | EM Stuttgart, BR Deutschland | 28. August 1986 |

Der bereits seit 1986 bestehende EM-Rekord wurde auch bei diesen Europameisterschaften nicht erreicht. Die größte Weite erzielte der kroatische Europameister Filip Mihaljević im Finale mit 21,88 m, womit er 34 cm unter dem Rekord blieb. Zum Europarekord fehlten ihm 1,18 Meter, zum Weltrekord 1,49 Meter.

## Legende
Kurze Übersicht zur Bedeutung der Symbolik – so üblicherweise auch in sonstigen Veröffentlichungen verwendet:
| – | verzichtet |
| x | ungültig   |

## Qualifikation
15. August 2022, 10:00 Uhr MESZ
22 Teilnehmer traten in zwei Gruppen zur Qualifikationsrunde an. Zwei von ihnen (hellblau unterlegt) übertrafen die Qualifikationsweite für den direkten Finaleinzug von 21,15 m. Damit war die Mindestzahl von zwölf Finalteilnehmern nicht erreicht. Das Finalfeld wurde mit den zehn nächstplatzierten Sportlern (hellgrün unterlegt) auf zwölf Athleten aufgefüllt. So reichten für die Finalteilnahme schließlich 19,91 m.

### Gruppe A

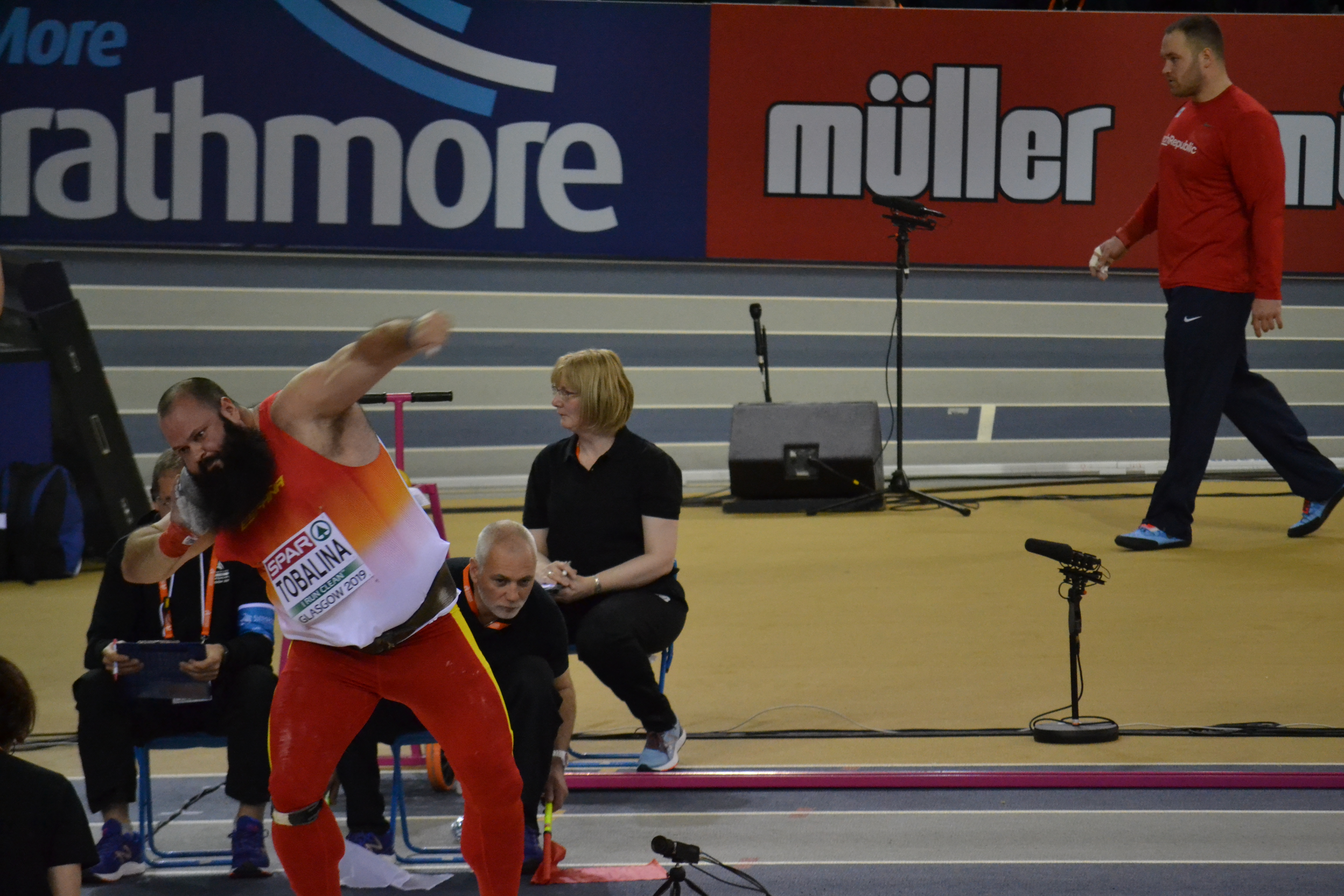
Carlos Tobalina – ausgeschieden mit 19,58 m
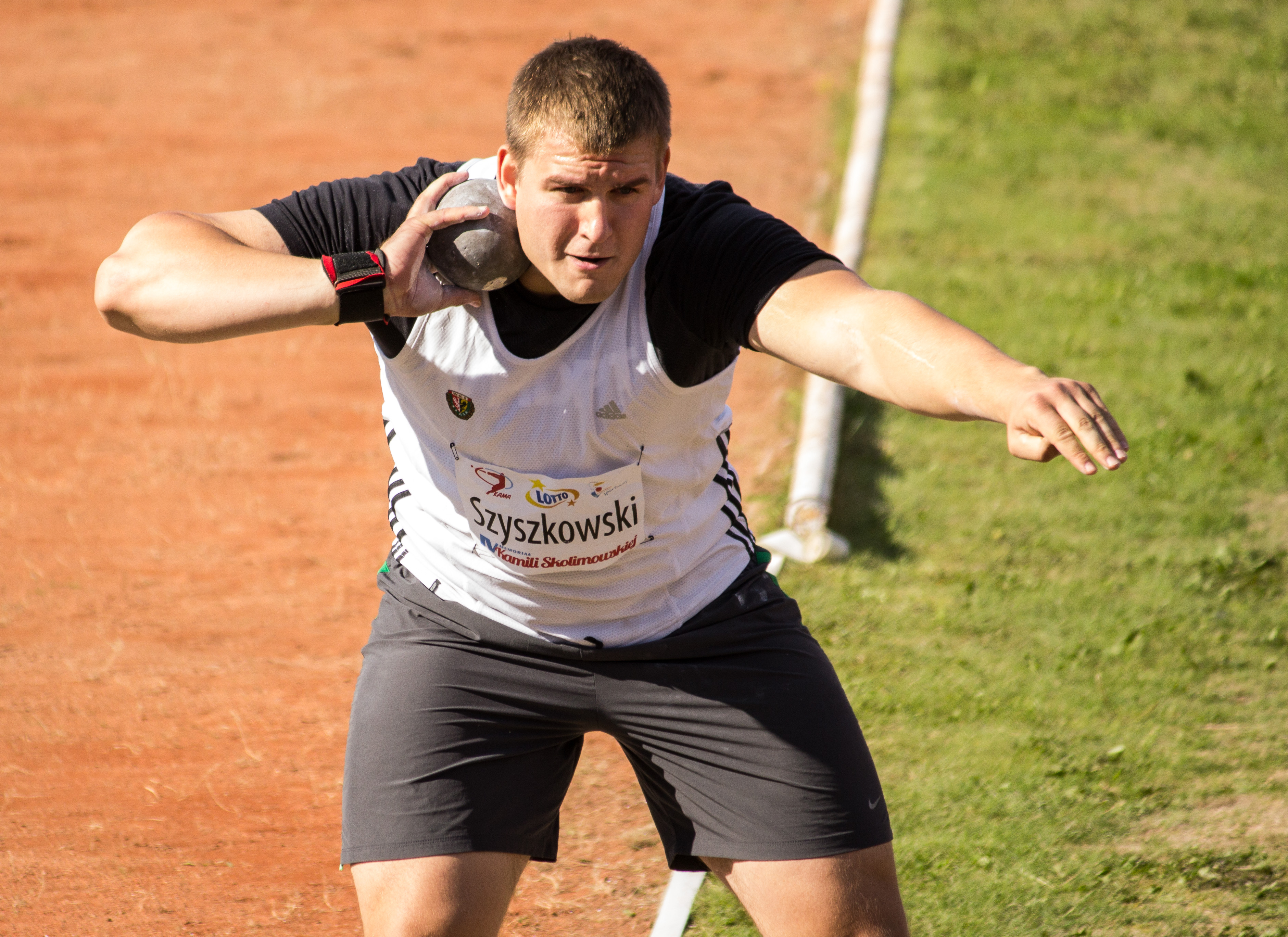
Jakub Szyszkowski – ausgeschieden mit 19,19 m

| Platz | Name                  | Nation         | Resultat (m) | 1. Versuch (m) | 2. Versuch (m) | 3. Versuch (m) |
| 1     | Armin Sinančević      | Serbien        | 21,82        | x              | x              | 21,82          |
| 2     | Tomáš Staněk          | Tschechien     | 21,39        | 21,39          | –              | –              |
| 3     | Scott Lincoln         | Großbritannien | 20,64        | 20,28          | 20,64          | 20,36          |
| 4     | Andrei Toader         | Rumänien       | 20,50        | 20,12          | 20,23          | 20,50          |
| 5     | Nick Ponzio           | Italien        | 20,44        | 20,04          | 20,44          | 20,38          |
| 6     | Marcus Thomsen        | Norwegen       | 20,32        | 20,22          | 20,32          | 20,25          |
| 7     | Eric Favors           | Irland         | 19,71        | 19,34          | 19,38          | 19,71          |
| 8     | Carlos Tobalina       | Spanien        | 19,58        | 19,12          | x              | 19,58          |
| 9     | Giorgi Mudscharidse   | Georgien       | 19,43        | x              | 19,36          | 19,43          |
| 10    | Sebastiano Bianchetti | Italien        | 19,37        | x              | 19,37          | x              |
| 11    | Jakub Szyszkowski     | Polen          | 19,19        | 19,19          | x              | 19,15          |

### Gruppe B

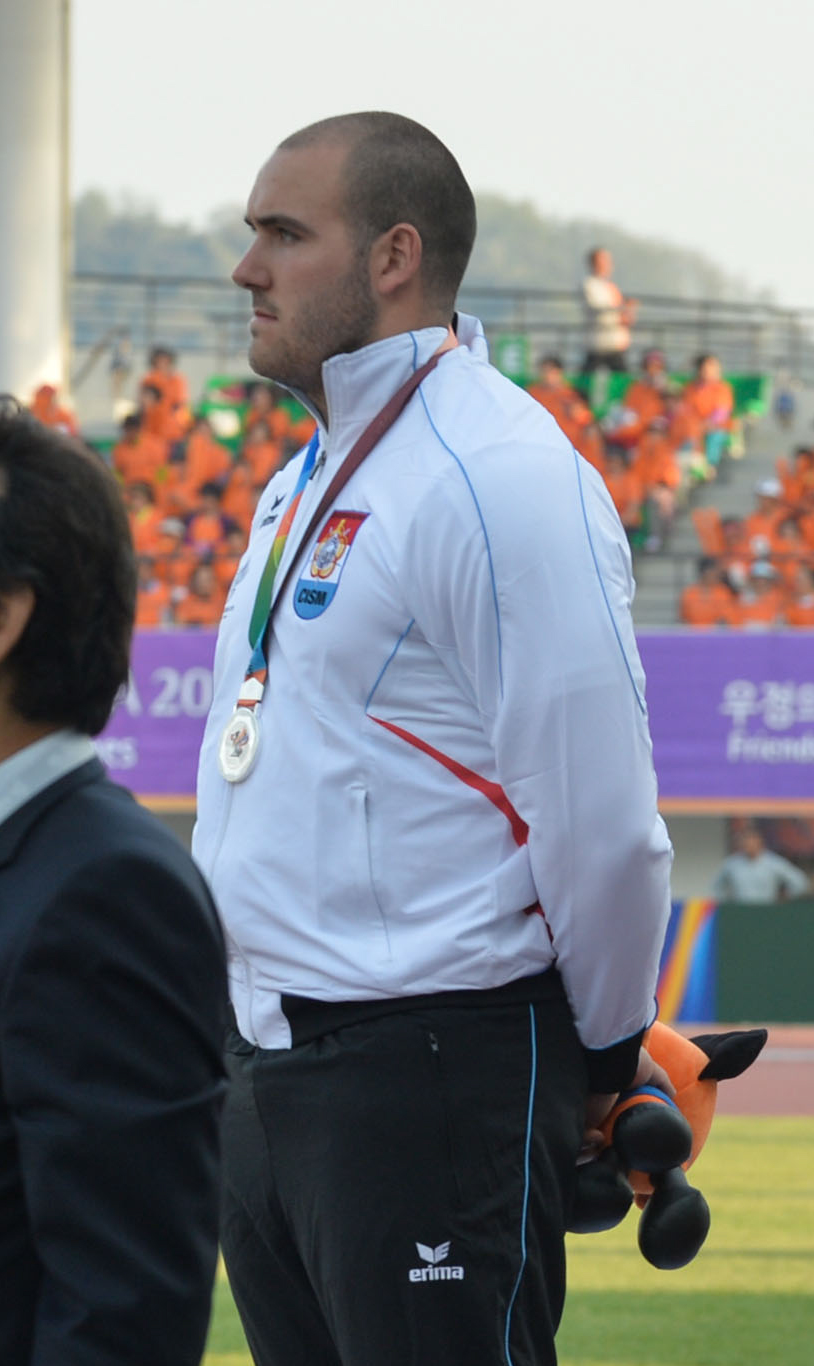
Bob Bertemes – ausgeschieden mit 19,77 m

| Platz | Name              | Nation      | Resultat (m) | 1. Versuch (m) | 2. Versuch (m) | 3. Versuch (m) |
| 1     | Konrad Bukowiecki | Polen       | 20,96        | 18,97          | x              | 20,96          |
| 2     | Michał Haratyk    | Polen       | 20,85        | 19,90          | 20,26          | 20,85          |
| 3     | Filip Mihaljević  | Kroatien    | 20,30        | 19,12          | 20,00          | 20,30          |
| 4     | Leonardo Fabbri   | Italien     | 20,27        | 19,16          | 20,27          | –              |
| 5     | Asmir Kolašinac   | Serbien     | 19,99        | 19,99          | x              | 19,74          |
| 6     | Simon Bayer       | Deutschland | 19,91        | 17,60          | 19,82          | 19,91          |
| 7     | Roman Kokoschko   | Ukraine     | 19,86        | x              | 19,83          | 19,86          |
| 8     | Bob Bertemes      | Luxemburg   | 19,77        | 19,10          | x              | 19,77          |
| 9     | Tsanko Arnaudov   | Portugal    | 19,42        | 19,42          | x              | x              |
| 10    | Alperen Karahan   | Türkei      | 19,25        | 19,25          | x              | x              |
| 11    | Muhamet Ramadani  | Kosovo      | 18,26        | x              | 18,26          | 17,77          |

## Finale
15. August 2022, 20:58 Uhr MESZ
| Platz | Name              | Nation         | Resultat (m) | 1. Versuch (m) | 2. Versuch (m) | 3. Versuch (m) | 4. Versuch (m)                           | 5. Versuch (m)                           | 6. Versuch (m)                           |
| 1     | Filip Mihaljević  | Kroatien       | 21,88        | 20,37          | 21,05          | 21,27          | 21,53                                    | 21,04                                    | 21,88                                    |
| 2     | Armin Sinančević  | Serbien        | 21,39        | 21,07          | x              | 21,24          | 20,97                                    | 21,39                                    | 21,32                                    |
| 3     | Tomáš Staněk      | Tschechien     | 21,26        | x              | 21,05          | 21,26          | x                                        | 20,62                                    | 20,59                                    |
| 4     | Nick Ponzio       | Italien        | 20,98        | 20,55          | 20,96          | 20,78          | 20,55                                    | 20,98                                    | 20,66                                    |
| 5     | Michał Haratyk    | Polen          | 20,90        | 20,39          | x              | x              | 20,85                                    | x                                        | 20,90                                    |
| 6     | Konrad Bukowiecki | Polen          | 20,74        | 20,56          | 19,30          | 19,99          | 20,02                                    | 20,74                                    | 20,47                                    |
| 7     | Leonardo Fabbri   | Italien        | 20,72        | x              | 20,01          | 19,91          | x                                        | 20,43                                    | 20,72                                    |
| 8     | Asmir Kolašinac   | Serbien        | 20,15        | 19,64          | 19,65          | 19,93          | 20,09                                    | 20,14                                    | 20,15                                    |
| 9     | Marcus Thomsen    | Norwegen       | 19,91        | 19,36          | 19,91          | x              | nicht im Finale der besten acht Athleten | nicht im Finale der besten acht Athleten | nicht im Finale der besten acht Athleten |
| 10    | Scott Lincoln     | Großbritannien | 19,90        | 19,81          | 19,90          | x              | nicht im Finale der besten acht Athleten | nicht im Finale der besten acht Athleten | nicht im Finale der besten acht Athleten |
| 11    | Simon Bayer       | Deutschland    | 19,83        | 16,58          | 19,83          | x              | nicht im Finale der besten acht Athleten | nicht im Finale der besten acht Athleten | nicht im Finale der besten acht Athleten |
| 12    | Andrei Toader     | Rumänien       | 19,15        | x              | 19,15          | x              | nicht im Finale der besten acht Athleten | nicht im Finale der besten acht Athleten | nicht im Finale der besten acht Athleten |

Die europäischen Kugelstoßer hatten den Anschluss an das Topp-Weltniveau in den letzten Jahren verloren. Vor allem die US-amerikanischen Athleten, die bei den Weltmeisterschaften im Monat zuvor alle drei Medaillen gewonnen hatten, waren den Europäern in dieser Disziplin deutlich voraus.
In Durchgang eins gab es einen Stoß über die Marke von 21 Metern hinaus. Der Serbe Armin Sinančević – bei den Weltmeisterschaften nicht am Start – führte das Feld mit 21,07 m an. Mit jeweils 21,05 m kamen der Kroate Filip Mihaljević – bei den Weltmeisterschaften als Sechster bester Europäer – und der Tscheche Tomáš Staněk – bei den Weltmeisterschaften ebenfalls nicht dabei – in der zweiten Versuchsreihe bis auf zwei Zentimeter an Sinančević heran. Bis zuletzt blieben diese drei Wettbewerber die einzigen, die weiter als 21 Meter stießen. Aber entschieden war die Konkurrenz noch lange nicht.
In Runde drei steigerten sich die drei Führenden weiter und es blieb äußerst eng. Mihaljević setzte sich mit 21,27 m an die Spitze, Staněk folgte mit 21,26 m vor Sinančević (21,24 m). Mit seinem vierten Stoße verbesserte sich Mihaljević weiter auf 21,53 m. Sinančević erzielte in Durchgang fünf 21,39 m und verdrängte Staněk damit vom Silberrang auf Platz drei. Der Italiener Nick Ponzio kam hier mit seinen 20,98 m den 21 Metern als Vierter noch einmal um zwei Zentimeter näher als in seinem zweiten Versuch.
Mit 21,88 m erzielte Filip Mihaljević in der letzten Runde seine größte Weite und wurde damit neuer Europameister vor Armin Sinančević und Tomáš Staněk, die sich nicht mehr steigern konnten. Vierter blieb Nick Ponzio. Der polnische Titelverteidiger Michał Haratyk verbesserte sich mit seinem letzten Stoß von 20,90 m auf den fünften Platz.

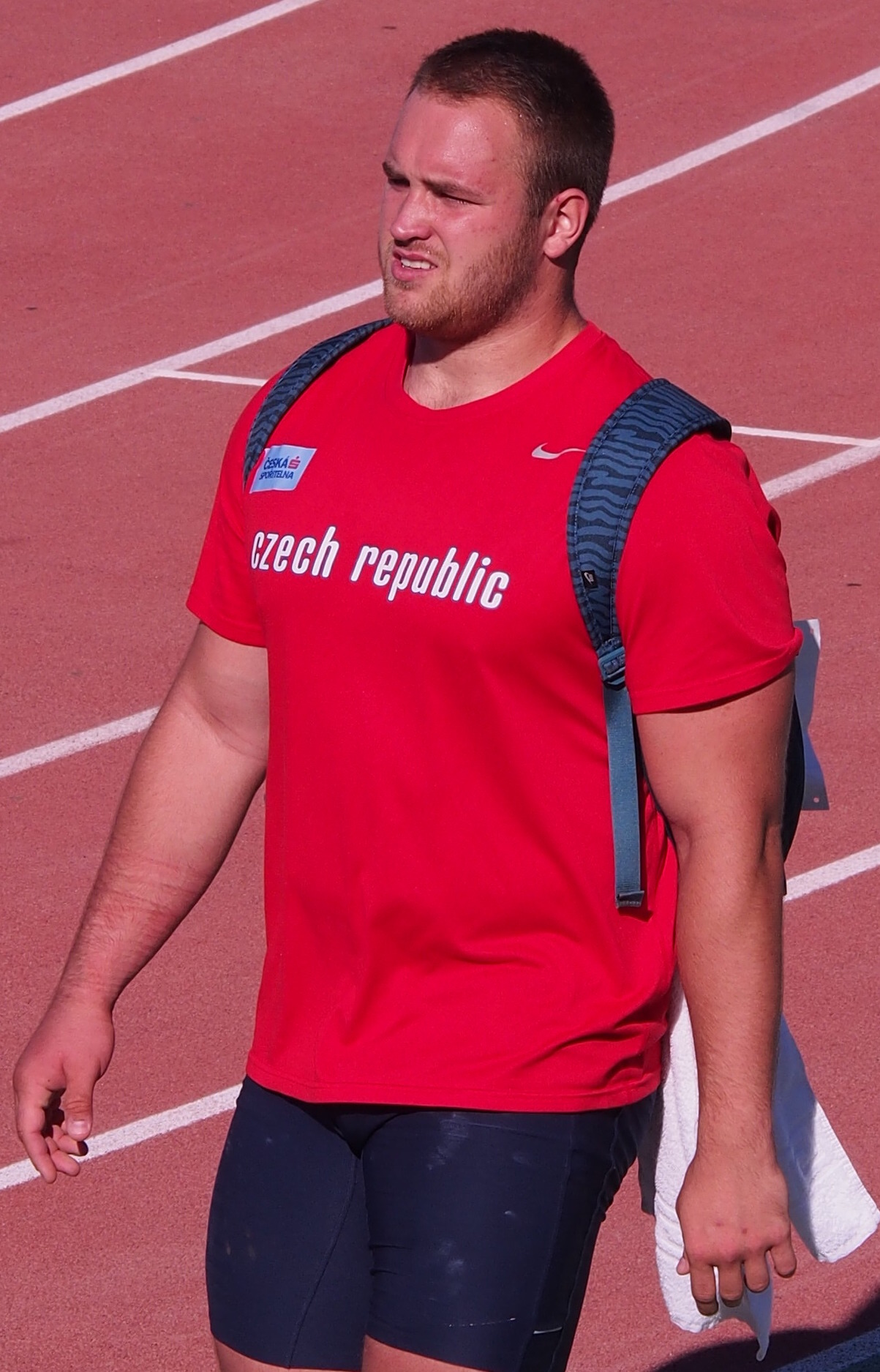
Bronzemedaillengewinner Tomáš Staněk
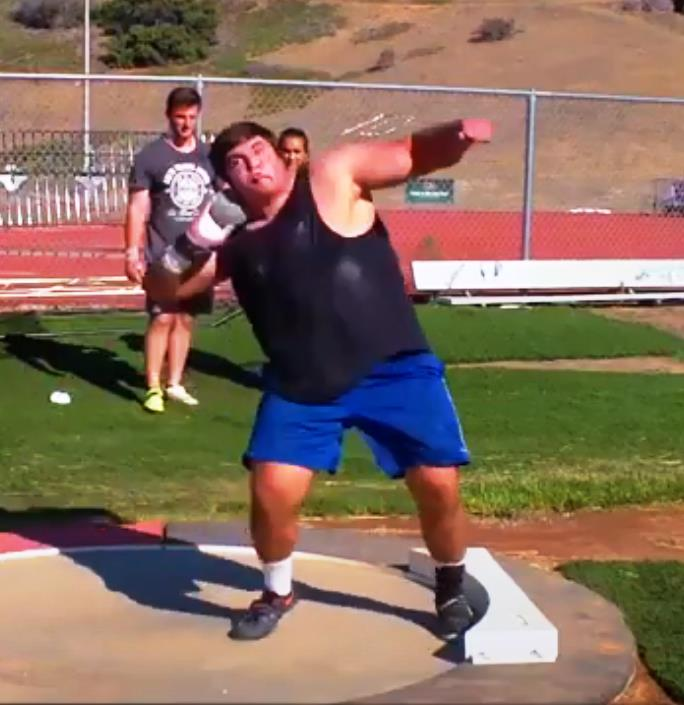
Nick Ponzio belegte Rang vier
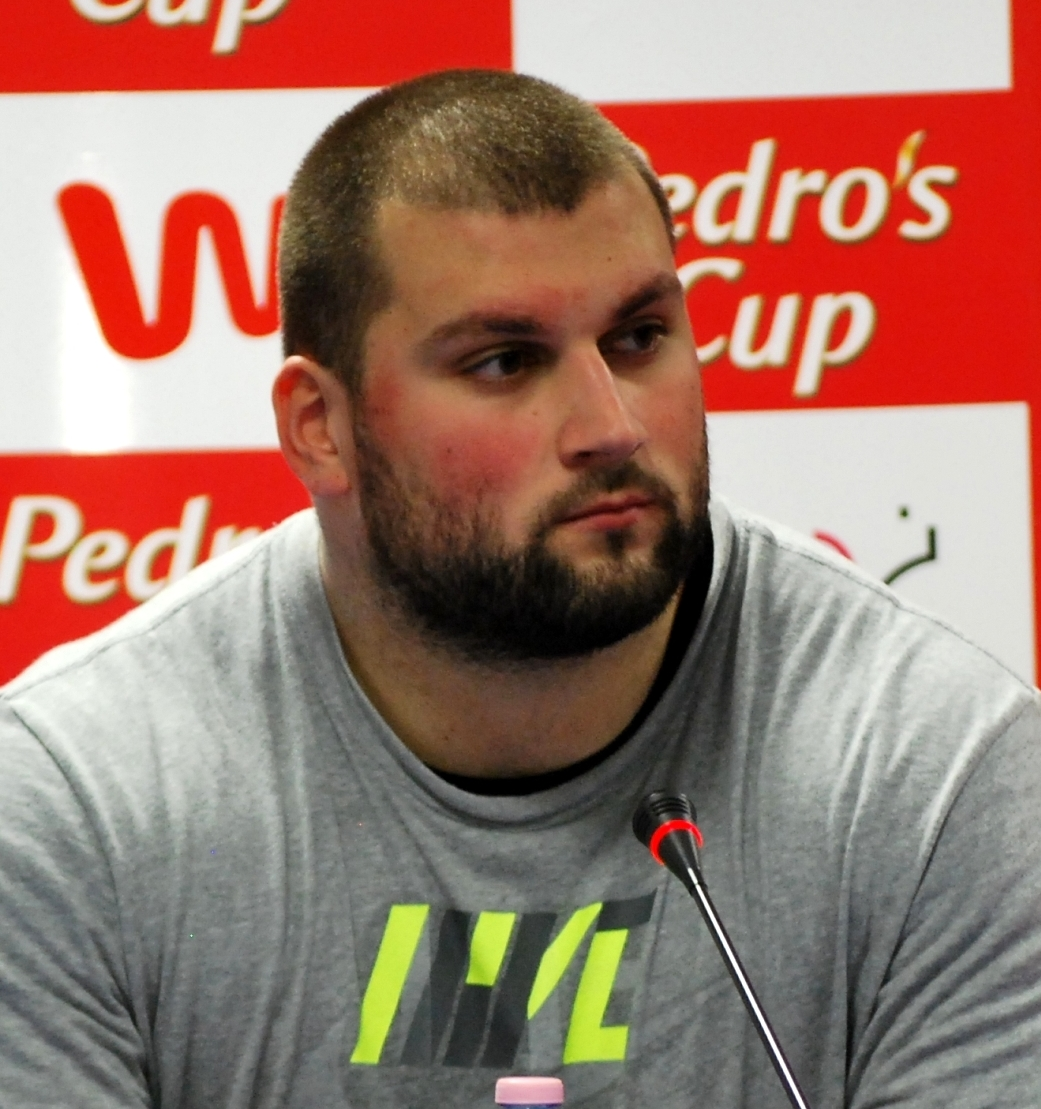
Michał Haratyk kam auf den fünften Platz
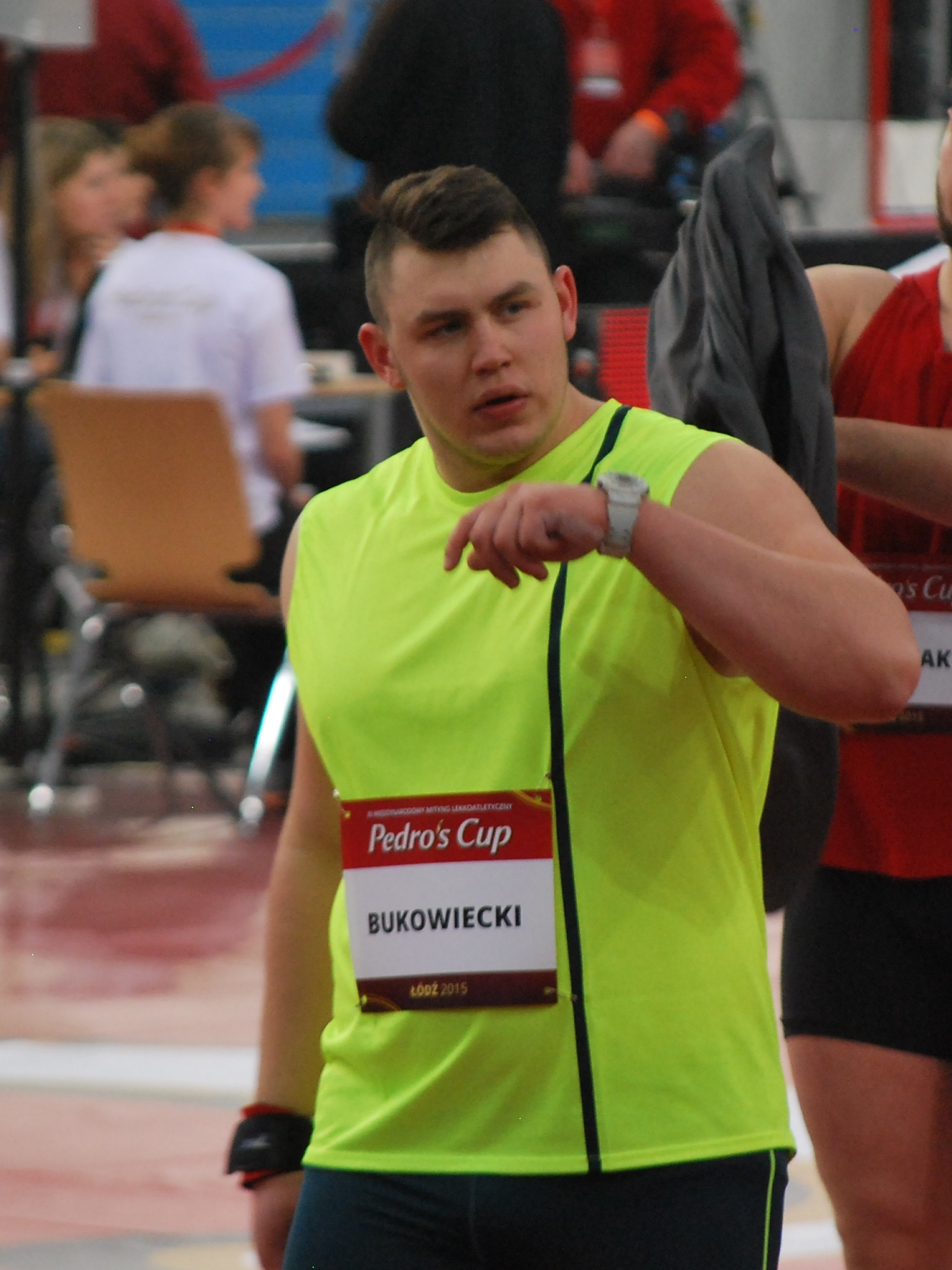
Konrad Bukowiecki erreichte Platz sechs
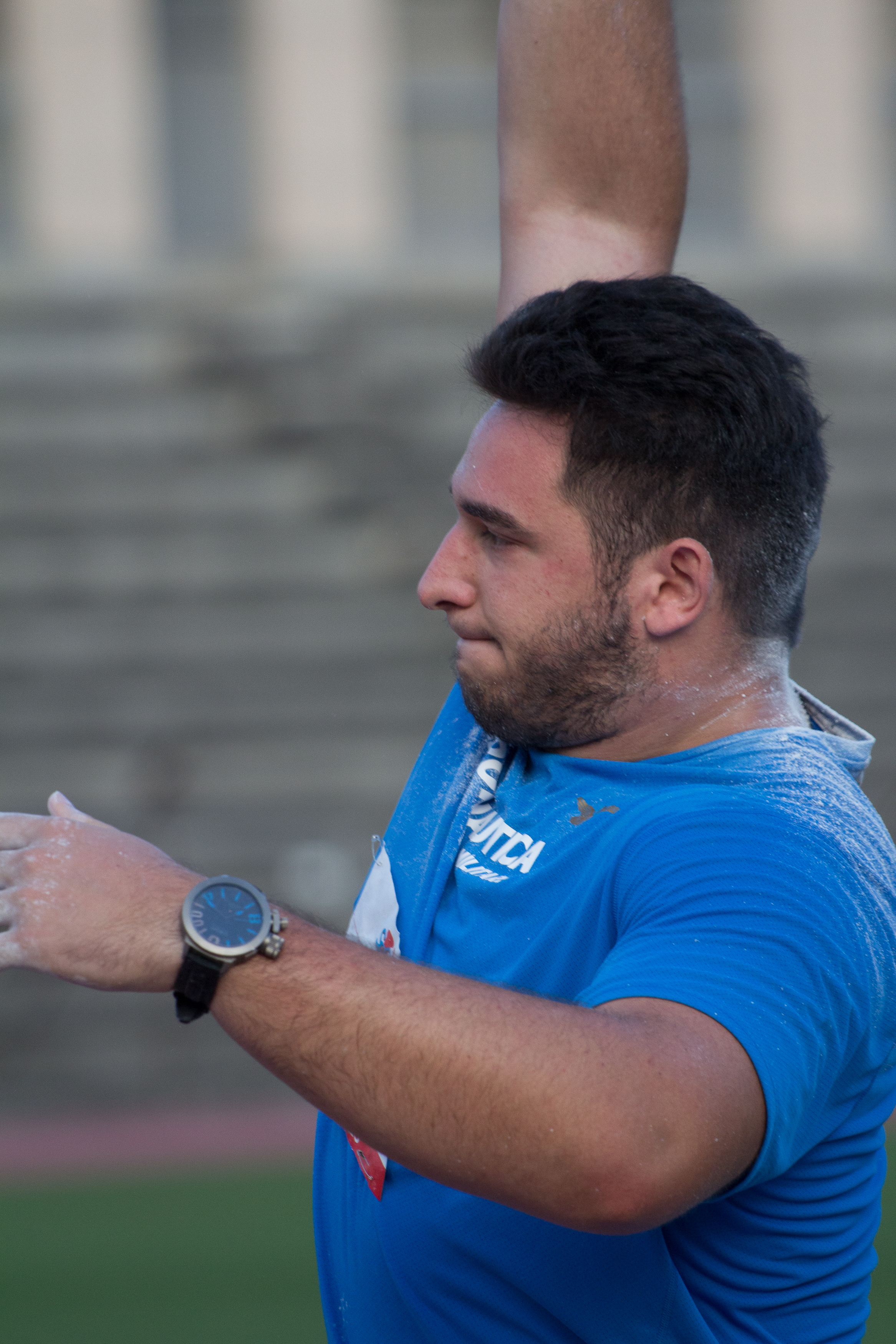
Leonardo Fabbri wurde Siebter

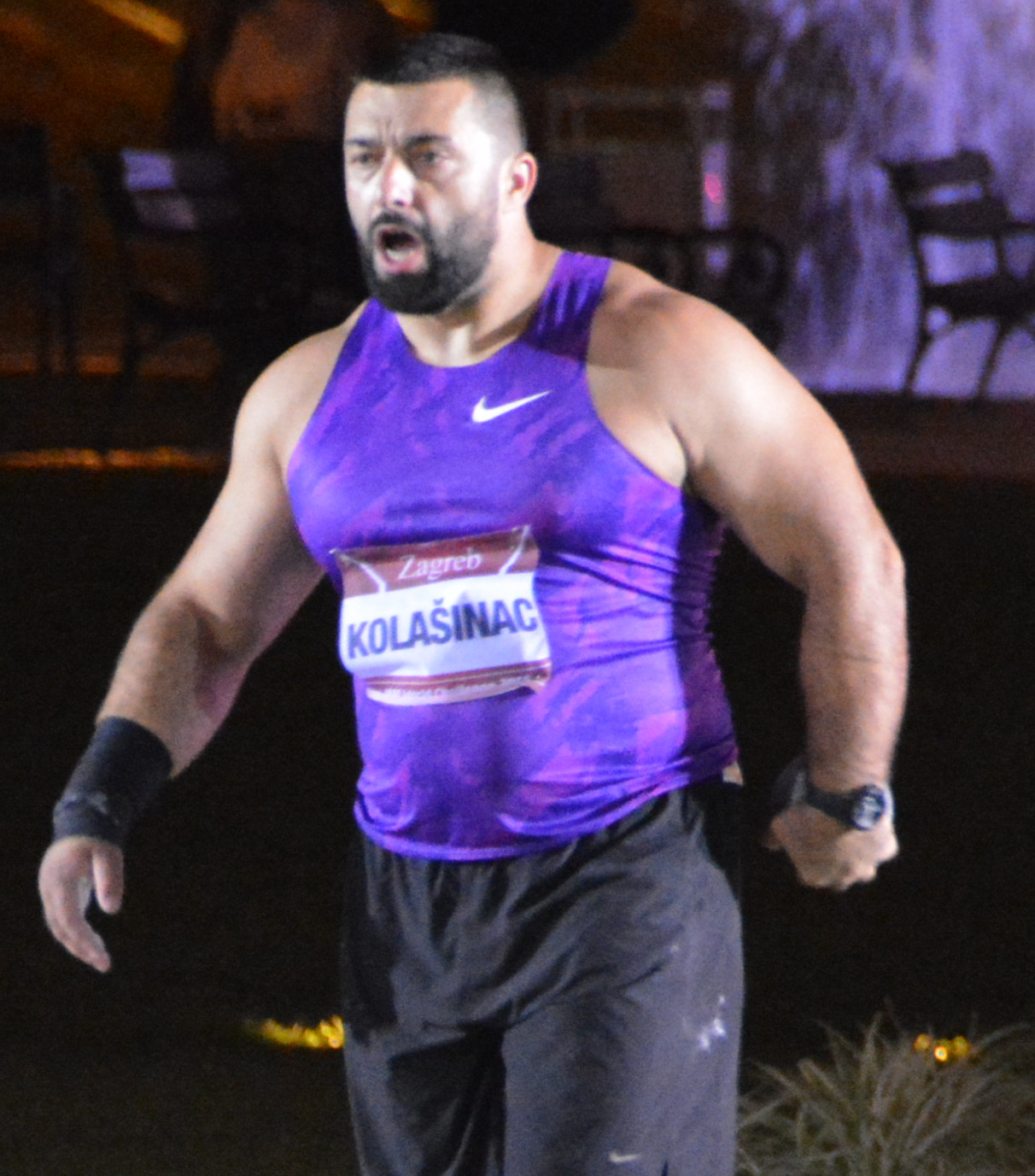
Der achtplatzierte Asmir Kolašinac
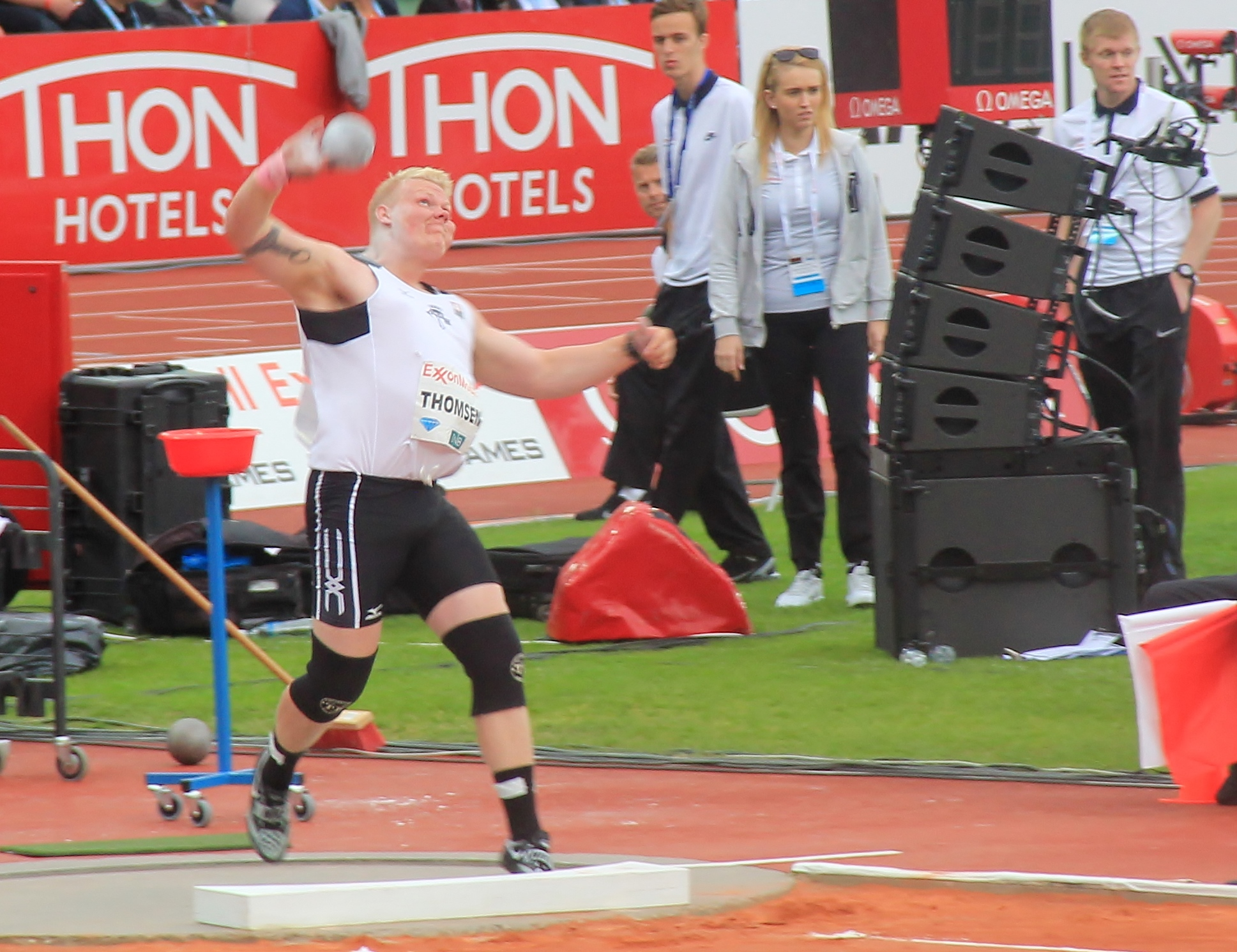
Rang neun für Marcus Thomsen
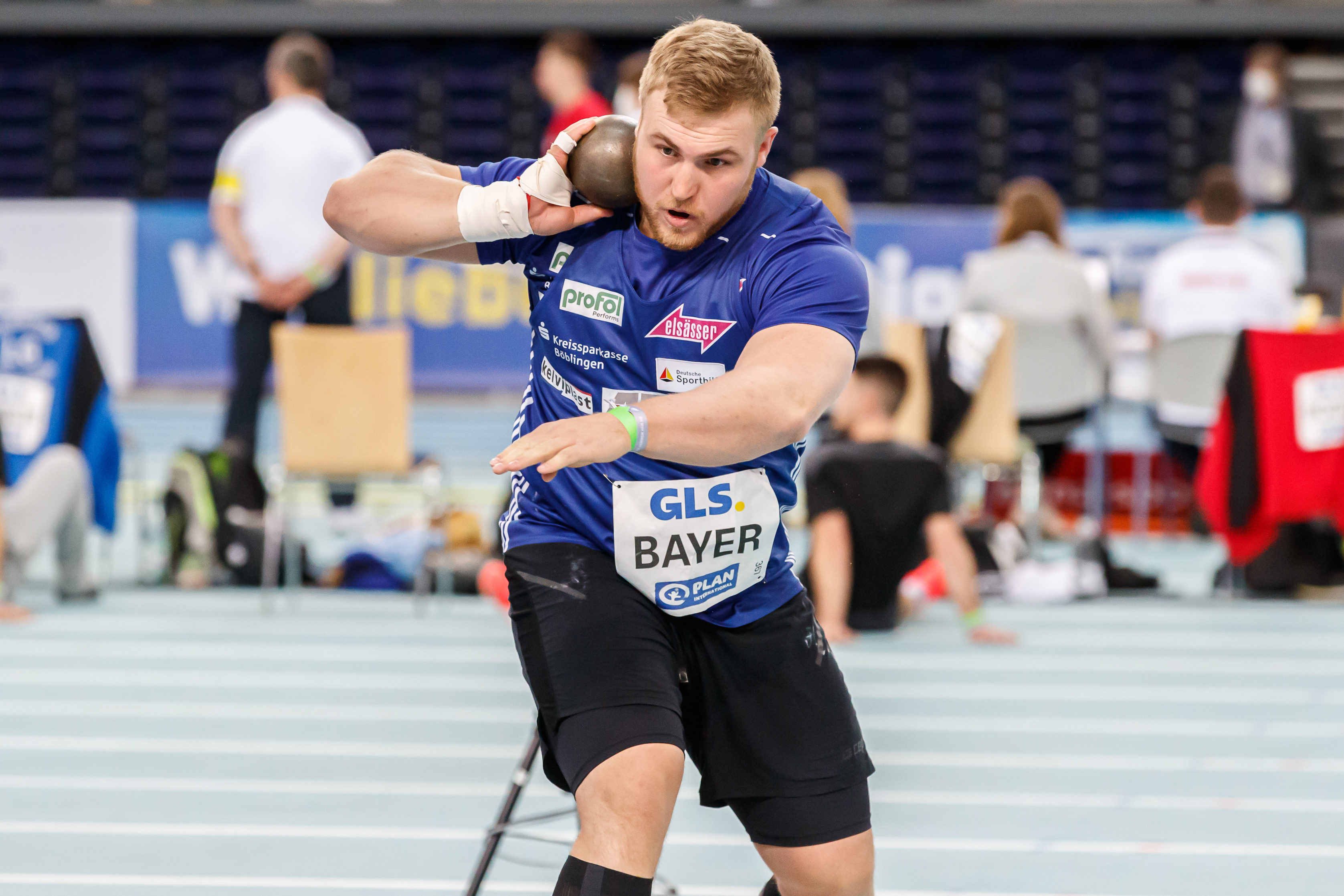
Simon Bayer – Platz elf
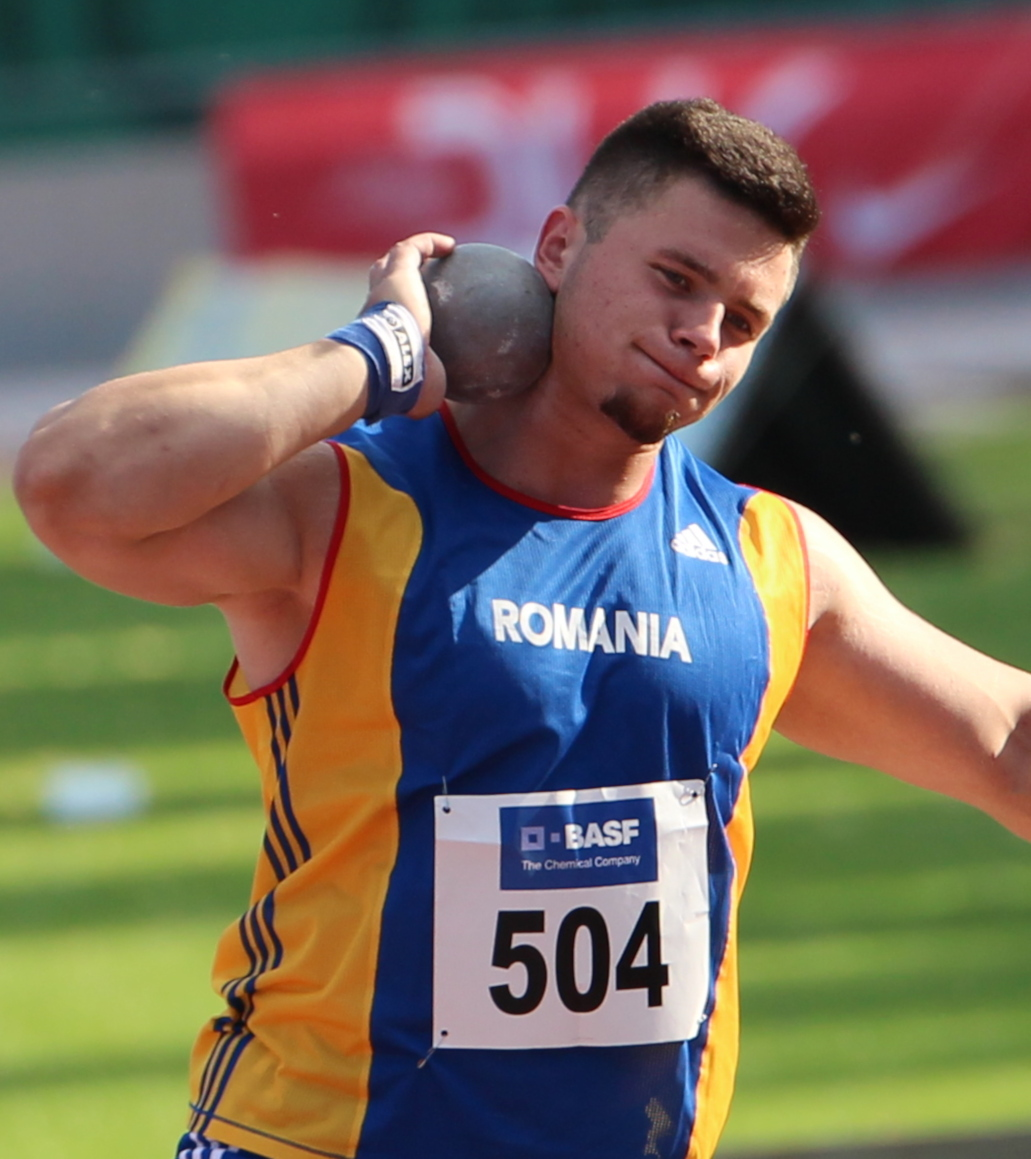
Andrei Toader – Rang zwölf

## Videolink
- Mihaljevic Filip European Champion - Men's Shot Put - European Athletics Championships Munich 2022, youtube.com, abgerufen am 6. April 2023